# Абрикосов, Алексей Иванович (патологоанатом)
Алексе́й Ива́нович Абрико́сов (6 [18] января 1875, Москва — 9 апреля 1955, там же) — русский и советский врач-патологоанатом, профессор Московского университета. Заслуженный деятель науки РСФСР (1929), академик АН СССР (1939) и АМН СССР (1944), Герой Социалистического Труда (1945). Лауреат Сталинской премии первой степени (1942).

## Биография
Родился 6 (18) января 1875 года в Москве, в семье известных московских предпринимателей Абрикосовых. Отец Иван Алексеевич Абрикосов (1853—1882), мать Анна Дмитриевна, урождённая Арбузова (1855—1882). Родители рано и почти одновременно умерли: мать — рожая сестру Анну (ставшую католической монахиней), отец — десятью днями позже. Всего в семье было пятеро детей, которые после смерти родителей воспитывались в семье дяди — Николая Алексеевича Абрикосова.
Брат Дмитрий (1876-1951) – русский дипломат, в 1921—1925 годах возглавлял старое российское посольство в Японии.
Окончил частную гимназию Креймана.
Студент медицинского факультета Московского университета (1894—1898). После окончания университета работал ординатором в Старо-Екатерининской больнице под руководством М. Н. Никифорова, по рекомендации которого был принят помощником прозектора на кафедру патологической анатомии Московского университета (1902). В 1904 защитил докторскую диссертацию «О первых анатомических изменениях в лёгких при начале лёгочного туберкулёза», назначен прозектором детской Морозовской больницы (оставался на этой должности до 1911 года); одновременно читал приват-доцентский курс в университете, а также преподавал патологическую анатомию в 1-й и 4-й зубоврачебных клиниках. С конца 1911 года прозектор в Солдатенковской больнице С 1918 года заведовал кафедрой патологической анатомии во 2-м МГУ. В 1920 году переведён на ту же должность в 1-й МГУ. В 1920—1930 годах — профессор медицинского факультета Московского университета, с 1930 года — 1-го Московского медицинского института.
Разработал технику вскрытия трупов, протоколирование. Руководил вскрытием тел В. И. Ленина (22 января 1924 года), М. В. Фрунзе (1925), B. М. Бехтерева (1927), В. Р. Менжинского (1934), В. В. Куйбышева (1935), Ф. Э. Дзержинского (1927), а также В. П. Ногина (1924). Выполнил первое бальзамирование тела В. И. Ленина и составил заключение о его смерти.
Организатор Московского общества патологов (с 1938 года — почётный председатель).
Член ВКП(б) с 1939 года.
Был избран действительным членом АН СССР (1939) и АМН СССР (1944), являлся вице-президентом АМН СССР в 1944—1948 годах.
В 1944—1951 годах был директором Института нормальной и патологической морфологии АМН СССР.
В декабре 1943 года выезжал в Тюмень, куда во время Великой Отечественной войны было эвакуировано тело В. И. Ленина, в составе правительственной комиссии во главе с наркомом здравоохранения СССР Г. А. Митерёвым, при участии академиков Н. Н. Бурденко и Л. А. Орбели. Они признали, что «тело Ленина за 20 лет не изменилось. Оно хранит облик Ильича, каким он сохранился в памяти советского народа».
Почётный член Украинского общества патологов, действительный член Международной ассоциации клинических патологов в Лондоне, почётный доктор Афинского университета, член-корреспондент Польской академии наук. В 1946 году был избран почётным членом Московского общества испытателей природы.
В 1951 году А. И. Абрикосов и его жена были отстранены от работы в Кремлёвской больнице в связи с так называемым делом врачей-вредителей.
Скончался 9 апреля 1955 года. Похоронен в Москве на Новодевичьем кладбище (участок № 3).

## Научная деятельность
Абрикосов внёс значительный вклад в изучение туберкулёза, дополнил и изменил его классификацию.
Автор более ста опубликованных научных трудов, посвящённых главным образом туберкулёзу лёгких, патологической анатомии симпатических нервных узлов, мышечным опухолям, морфологии аллергии, проблемам сепсиса.
К числу основных работ Абрикосова относятся: «О первых анатомических изменениях в лёгких при начале лёгочного туберкулёза» (1904), где впервые выяснена анатомическая сущность начальных изменений при туберкулёзе лёгких, что сохраняет своё значение и поныне; «Патологическая анатомия полости рта и зубов» (1914), дающая систематическое изложение вопроса; «Патологическая анатомия симпатических ганглиев» (1923) — описание изменений в симпатических узлах при различных заболеваниях. Известны работы Абрикосова о т. н. жировых гранулёмах (1931) и особенно по морфологии аллергии (1934, 1936, 1940). Автор ряда учебников и руководств: «Техника патологоанатомических вскрытий трупов» (1925—1948, четыре издания); «Основы общей патологической анатомии» (1933—1949, девять изданий); «Основы частной патологической анатомии» (1939—1950, четыре издания); «Частная патологическая анатомия» (1938—1947, три выпуска).
В 1935—1955 годах был редактором журнала «Архив патологии».

## Семья
- Внук и полный тёзка российского предпринимателя и основателя «Фабрично-торгового товарищества А. И. Абрикосова и Сыновей» (ныне — концерн «Бабаевский») Алексея Ивановича Абрикосова.
- Жена — Фаня Давидовна Вульф (1895—1965), ассистент кафедры патологической анатомии 1-го Московского медицинского института, в 1922—1934 годах заведующая патологоанатомическим отделением 5-й Советской клинической больницы, затем заведующая патологоанатомическим отделением и главный прозектор Лечсанупра Кремля, автор научных трудов по морфологии амилоидоза[10][11].
  - Сын — Алексей Алексеевич Абрикосов (1928—2017), физик-теоретик, академик РАН, лауреат Нобелевской премии по физике (2003).
  - Дочь — Мария Алексеевна Абрикосова (1929—1998), врач.

## Награды и премии
- Герой Социалистического Труда (17 января 1945) — за выдающиеся научные заслуги в развитии советской медицины и особенно патологической анатомии и за весьма плодотворную работу в области подготовки медицинских кадров
- Орден Ленина (17 января 1945) — за выдающиеся научные заслуги в развитии советской медицины и особенно патологической анатомии и за весьма плодотворную работу в области подготовки медицинских кадров
- Орден Ленина (7 мая 1940)
- Орден Ленина (27 октября 1953)
- орден Трудового Красного Знамени (10 июня 1945)
- медали
- Сталинская премия I степени (10 апреля 1942) — за научный труд «Частная патологическая анатомия. Ч. II: Сердце и сосуды», опубликованный в конце 1940 года

## Память
- Распоряжение Совмина СССР «Об увековечении памяти академика А. И. Абрикосова»[12]
- Памятник перед зданием 1-го Медицинского института работы А. Г. Постола;
- Абрикосовский переулок в Москве.

## Адреса А. И. Абрикосова в Москве
- По 1917 год: Мерзляковский переулок, 20.
- 1938—1940 — доходный дом М. А. Светловой (год постройки — 1911, архитектор Э. К. Нирнзее) по адресу: Москва, Ермолаевский переулок, д. 10/7.
- 1948—1955 — фасадный дом по адресу: Москва, ул. Новослободская, д. 57/65 (мемориальная доска).

## Труды
- О первых анатомических изменениях в лёгких при начале лёгочного туберкулёза. — М., 1904.
- Частная патологическая анатомия: 2 изд., вып. 1—2. — М., Л., 1947.
- Основы общей патологической анатомии: 9 изд. — М., 1949.
- Основы частной патологической анатомии: 4 изд. — М., 1950.